# Eulophiinae
De Eulophiinae vormen een subtribus van de Cymbidieae, een tribus van de orchideeënfamilie (Orchidaceae).
De naam is afgeleid van het geslacht Eulophia.
De subtribus omvat naargelang de bron 6 tot 13 geslachten en ongeveer 320 soorten epifytische orchideeën uit het neotropisch gebied.

## Taxonomie enfylogenie
De subtribus Eulophiinae werd door Chase et al. in 2003 in een uitgebreide tribus Cymbidieae opgenomen.
Traditioneel worden in de subtribus zes geslachten onderverdeeld - Cyanaeorchis, Dipodium, Eulophia, Geodorum, Oeceoclades en Pteroglossaspis, doch Chase et al. voegt er zeven verwante geslachten aan toe, die door anderen in een aparte subtribus Cyrtopodiinae worden geplaatst.

### Geslachtenlijst
- Subtribus: Eulophiinae
  - Geslachten:
    - Acriopsis  - Acrolophia  - Ansellia  - Cymbidiella  - Cyanaeorchis  - Dipodium  - Eulophia  - Eulophiella  - Geodorum  - Grammangis  - Oeceoclades  - Orthochilus  - Paralophia  - Thecopus  - Thecostele